# Chó núi Pyrenees

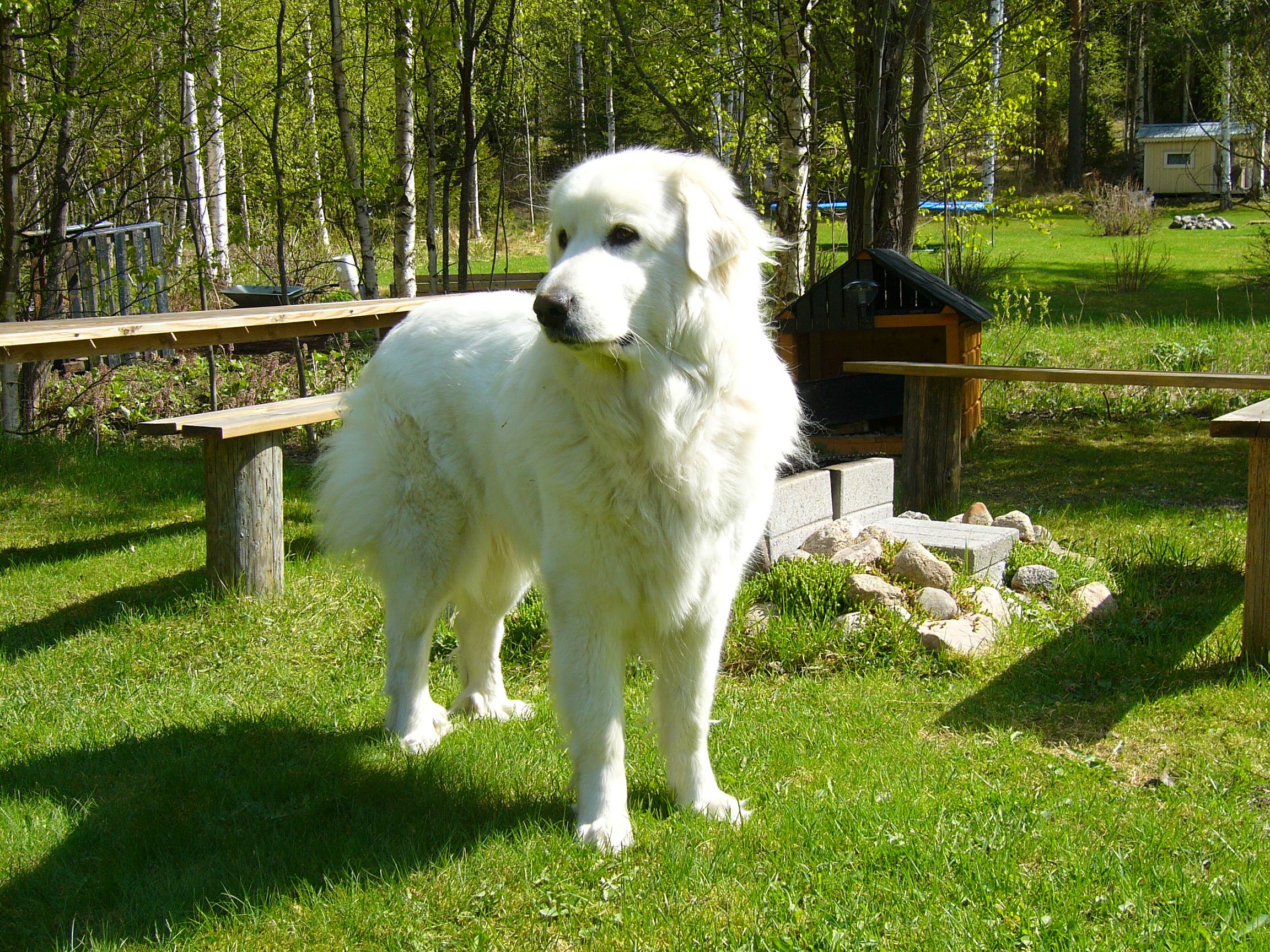
Chó Pyreneittenkoira

Chó núi Pyrenees (Great Pyrenees hay Pyrenean Mountain Dog) là một giống chó chăn cừu có xuất xứ từ Pháp và Tây Ban Nha nhưng có nguồn gốc từ vùng Kuvasz của Hungary và vùng Maremmano-Abruzzese. Chúng còn có nhiều tên khác như chó gấu.

## Lịch sử
Trong nguồn gốc lâu đời tại Pháp, giống chó này thường được sử dụng như chó trông cừu và lâu đài. Vào khoảng 1800 trước công nguyên, có một giống chó tương tự Great Pyrenees được phát hiện tại Châu Âu mặc dù chúng có thể có nguồn gốc sớm hơn ở Châu Á hoặc Serbia. Ở một số vùng của Châu Âu, giống chó này thường sống ở các vùng núi cao cho đến thời trung cổ khoảng thế kỉ thứ 17, khi giống chó này đã trở nên phổ biến thì thường các quý tộc người Pháp thường muốn sở hữu một con chó này như một chó canh gác.
Với bộ lông rất dày, chúng như được trang bị một loại áo giáp đặc biệt để chống lại các loại thú ăn thịt như sói hay gấu. Do có nguồn gốc từ núi cao nên chúng có nhiều chức năng để sử dụng như làm chó cứu hộ khi tuyết lở, chó kéo xe hay bảo vệ gia đình, tài sản. Và chúng vẫn được sử dụng cho đến ngày nay. Ngoài ra chúng còn được sử dụng như một loại chó trong chiến tranh. Great Pyrenees là một phần quan trọng trong nguồn gốc của giống Newfoundland. Được công nhận bởi AKC năm 1933. 

## Đặc điểm

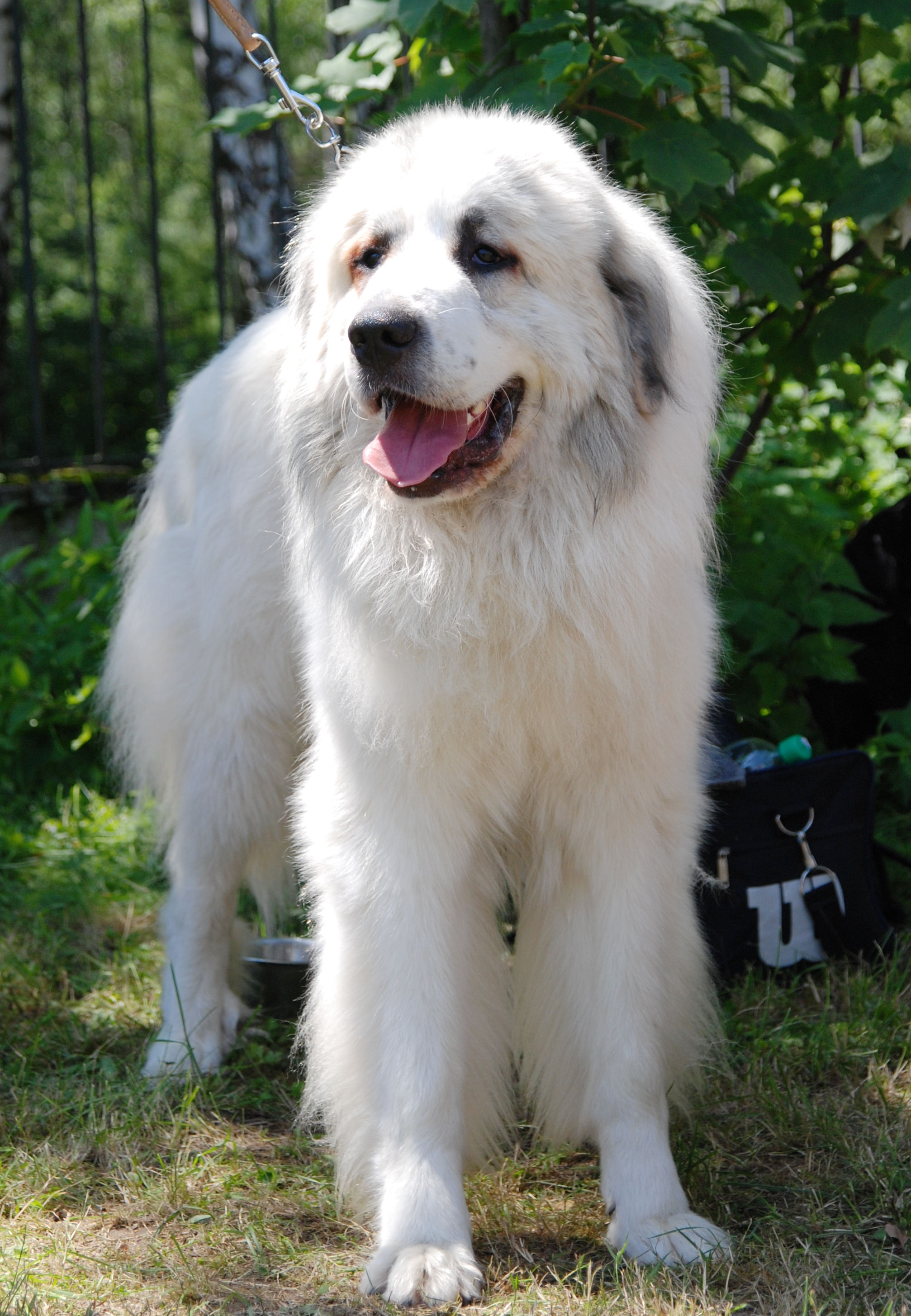
Một con chó núi Pyrénées

Chúng có vẻ đẹp quý phái của St. Bernard và chó Newfoundland. Đây là một giống chó to với cơ bắp rắn chắc với bộ lông ngoài dài, thô, có thể thẳng hoặc hơi xoăn trong khi lông bên trong thì mềm và dầy. Với bộ lông này chúng có thể sống ngoài trời với điều kiện khí hậu khắc nghiệt. Màu lông bao gồm từ màu trắng thuần nhất hoặc trắng với những mảng màu nâu vàng nhạt hay màu xám của sói hay màu vàng nhạt. Mũi đen hay nâu xẫm, đôi mắt hình quả hạnh với vẻ trầm ngâm, thông minh và rất ấn tượng.
Trông chúng hơi giống gấu nâu nếu không tính đến màu lông. Cơ thể rất cân xứng, chiều dài cân xứng với chiều cao, ngực khá rộng. Đầu với dáng cái nêm, hộp sọ hơi tròn với không có điểm dừng rõ rệt. Tai cỡ trung bình, hơi tam giác và rủ xuống. Mõm rộng, hơi nhọn, mép không bị rủ xuống. Hàm răng sắc nhọn. Great Pyrenees có cựa đơn ở chân trước và cựa kép ở chân sau. Đuôi dài, bông, chạm tới khủy chân.

## Tập tính

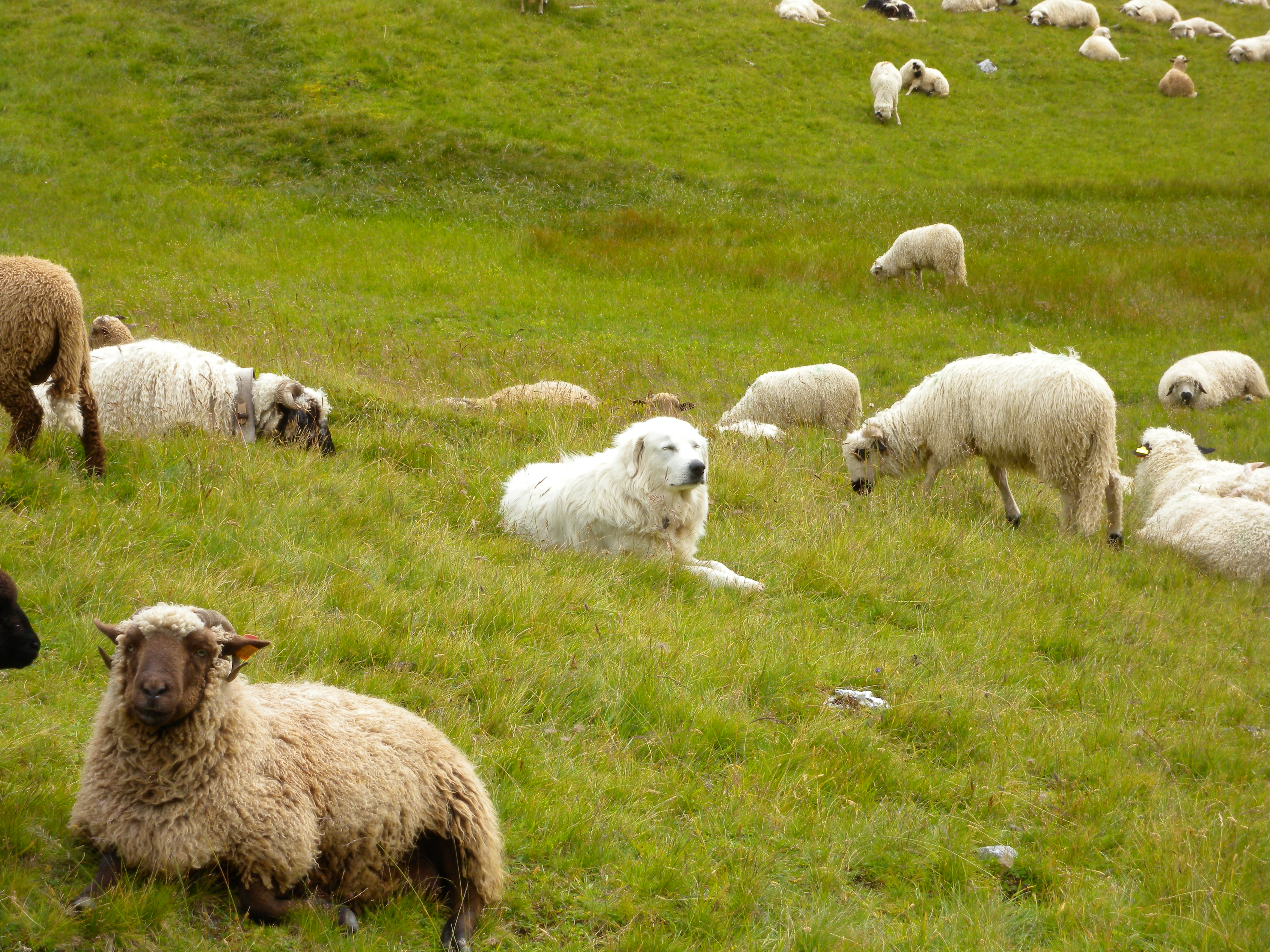
Một con chó đang chăn cừu

Great Pyrenees có đặc tính bảo vệ cao, chúng sẵn sàng làm vừa lòng bạn nhưng rất cảnh giác với người lạ và các giống chó khác. Chúng thường được sử dụng để trông coi đàn gia súc. Khi không bị chọc tức chúng rất điềm tĩnh, lịch sự. Chúng rất dũng cảm, trung thành và rất nghe lời. Sẵn sàng hy sinh vì chủ nếu cần thiết. Khi huấn luyện chúng cần phải rất bình tĩnh. Phải huấn luyện cho chúng quen với mọi người, trẻ nhỏ và các loại chó khác là việc quan trọng trong quá trình huấn luyện giống chó này.
Chó đực thường hung hãn với các loại thú khác nhưng chúng lại hiền lành với các loại thú không có răng sắc nhọn kể cả mèo. Chúng không thực sự trưởng thành cho đến khi hai tuổi. Một số không thích bị buộc dây do đó chúng sẽ chạy bỏ đi khi thoát dây. Không biết sợ hãi và trung thành, rất đáng yếu và tin cậy với những công việc bạn trao cho giống chó Pyr này.Khi đã trưởng thành thì chúng có tình cách lầm lì khi gặp người lạ đến chơi gia đình nhưng lại đặc biệt rất dữ dằn với những chó chó lạ xung quanh khu vực nhà, đặc biệt là những con chó đực.
Chúng rất điềm đạm với gia đình và trẻ nhỏ nhất là khi chúng được sống chung với trẻ nhỏ từ bé. Nhưng chúng khá độc lập, đôi khi bướng bỉnh. Sự tự tin và bình tĩnh trong công vịêc và có khả năng làm việc độc lập được di truyền từ rất lâu khi những người chăn cừu Bax-cơ bắt đầu chọn nuôi giống chó này. Chúng thường gầm gừ và sủa đánh động khi chúng thấy có dấu hiệu của kẻ có ý định sâm phạm đến tư gia,kho tàng của chúng đang bảo vệ. Tuy nhiên để có được những chú chó có thần kinh tốt thì bạn phải kĩ lưỡng trong việc chọn chó con-tránh nuôi những chú chó quá nhút nhát.